# Harvey Yunis
Harvey Yunis (* 25. August 1956) ist ein US-amerikanischer Klassischer Philologe (Gräzist).
Nach einem B.A. 1978 in Philosophie am Dartmouth College in Hanover, New Hampshire erwarb Yunis einen zweiten B.A. 1982 im Classical honours tripos am Jesus College der Universität Cambridge. Promoviert wurde er 1987 in Klassischer Philologie an der Harvard University bei Albert Henrichs mit einer Dissertation über religiöse Überzeugungen in der Polis Athen und im Werk des Euripides unter dem Titel Athenian Polis Religion and Euripides: Fundamental Religious Beliefs in Life and Fiction. Zugleich war er von 1984 bis 1987 Teaching Fellow an der Harvard University. 1987 wechselte er als Assistant Professor of Classics an die Rice University in Houston, Texas, wo er 1992 zum Associate Professor und 1997 zum Professor aufstieg und 2006 zum Andrew W. Mellon Professor of Humanities ernannt wurde. 2023 wurde er ins dortige Department of Philosophy kooptiert. Im akademischen Jahr 1993/1994 war er Fellow des Center for Hellenic Studies der Harvard University.
Yunis arbeitet zum politischen Denken im Athen des 4. Jahrhunderts und der Funktion der griechischen Rhetorik in der Ausgestaltung von Recht und Sitte in der Polis. In diesem Zusammenhang veröffentlichte er Ausgaben der 18. Rede des Demosthenes Über den Kranz und von Platons Dialog Phaidros. In den frühen 2000er Jahren wurde er mit der Untersuchung eines Papyrus aus dem 3. Jahrhundert v. Chr., der die §§ 281–283 der Rede Über den Kranz des Demosthenes enthält, beauftragt. Seine editio princeps der Fragmente des Papyrus soll demnächst erscheinen. Er veröffentlichte zudem Übersetzungen der 18. und 19. Rede des Demosthenes. Zur Übersetzung der Rhetorik des Aristoteles durch  Robin Waterfield verfasste er eine ausführliche Einleitung.

## Schriften (Auswahl)
- (Hrsg. mit Charles Brittain und Hayden Pelliccia): The Soldier’s Choice. City and Soul in the Life of Classical Athens (Cornell Studies in Classical Philology). Cornell University Press, Ithaca 2025.
- (Hrsg.): Albert Henrichs, Greek Myth and Religion. Collected Papers II. De Gruyter, Berlin 2019. – Rezension von Jan N. Bremmer, Bryn Mawr Classical Review 2020.1059
- (Hrsg. mit Robin Waterfield): Aristotle, The Art of Rhetoric. Oxford University Press, Oxford 2018. – Rezension von Will Coles, Bryn Mawr Classical Review 2023.01.37
- Plato, Phaedrus. Cambridge University Press, Cambridge 2011. – Rezension von Christopher Moore, Bryn Mawr Classical Review 2012.07.55
- Demosthenes, Speeches 18–19: On the Crown and On the Dishonest Embassy. University of Texas Press, Austin 2005. – Rezension von Brad Cook, Bryn Mawr Classical Review 2006.02.58
- (Hrsg.): Written Texts and the Rise of Literate Culture in Ancient Greece. Cambridge University Press, Cambridge 2003, paperback edition 2007. – Rezension von Jason Hawke, Bryn Mawr Classical Review 2003.07.12
- Demosthenes, On the Crown. Cambridge University Press, Cambridge 2001. – Rezension von Ian Worthington, Bryn Mawr Classical Review 2001.09.19
- Taming Democracy. Models of Political Rhetoric in Classical Athens. Cornell University Press, Ithaca 1996.
- A New Creed. Fundamental Religious Beliefs in the Athenian Polis and Euripidean Drama (= Hypomnemata. Untersuchungen zur Antike und zu ihrem Nachleben, Band 91). Vandenhoeck & Ruprecht, Göttingen 1988.